# Życie jest snem (auto sacramental)
Życie jest snem (hiszp. ː La vida es sueño) – auto sacramental Pedra Calderóna de la Barki z 1673 roku oparty na motywach jego dramatu pod tym samym tytułem.

## Data powstania utworu
W latach 1627–1629 (dokładna data nie jest znana) Calderón napisał dramat filozoficzny La vida es sueño (Życie jest snem), który przez następnych pięć lat był z powodzeniem grany na hiszpańskich scenach. Gdzieś pomiędzy 1634 a 1645 roku dramaturg postanowił wykorzystać główne motywy dramatu na potrzeby przygotowanego na uroczystość Bożego Ciała auto sacramental. Ostateczna wersja tekstu powstała po latach, w 1673 roku, i została wystawiona z okazji Bożego Ciała w tym samym roku w Madrycie. Pisarz wydał ją drukiem w Primera parte de autos sacramentales w 1677 roku.

## Osoby
| Osoba            | Jej rola w dramacie       |
| ---------------- | ------------------------- |
| Moc              | osoba Trójcy Świętej      |
| Mądrość          | osoba Trójcy Świętej      |
| Miłość           | osoba Trójcy Świętej      |
| Ciemność         |                           |
| Światło          |                           |
| Książę Ciemności |                           |
| Człowiek         | Adam                      |
| Ziemia           | jeden z czterech żywiołów |
| Powietrze        | jeden z czterech żywiołów |
| Ogień            | jeden z czterech żywiołów |
| Woda             | jeden z czterech żywiołów |
| Rozum            | władza człowieka          |
| Wola             | władza człowieka          |

## Miejsce akcji
Cztery wozy w kształcie kuli z wymalowanymi na nich atrybutami każdego z żywiołów, gdy kule po kolei się otwierają, wynurzają się z nich cztery kobietyː Ziemia na lwie, Ogień na salamandrze, Woda na delfinie i Powietrze na orle.

## Treść
Cztery żywioły walczą o królowanie nad światem. Trójca Święta ucisza je i tłumaczy, że stworzyła je, by będąc w ciągłym sporze zapewniały harmonię światu. Ogień wyjaśnia, że walczyły o koronę, aby ktoś jeden przewodził wszystkim i nie dopuścił, by świat ogarnął chaos. Moc uspokaja żywioły, że wyznaczyła już króla nad światem – człowieka, którego właśnie zamierza stworzyć. Przeciwko jej woli zbuntował się jednak najpiękniejszy z aniołów i Moc ma wątpliwości i człowiek nie pójdzie w jego ślady i nie wprowadzi świata w stan chaosu. Miłość nalega jednak, by to co Moc zamierzyła wypełniło się i by nie karać człowieka nieistnieniem zanim jeszcze zawinił. I Moc stwarza człowieka, by następnie przenieść go do pałacu Raju.
Ciemność, która przez trzy dni walczyła ze Światłem i musiała ulec po stworzeniu czwartego dnia słońca, zaprzysięga walkę do upadłego, po tym jak Bóg uczynił Światło Łaską. Tymczasem wzywa Księcia Ciemności, by mu przekazać, że Bóg powołał do istnienia z ziemi Człowieka, który ma zostać królem świata. Postanawiają wśliznąć się do Raju pod postaciami węża i bazyliszka i za pomocą trucizny wprowadzić Człowieka w stan snu.

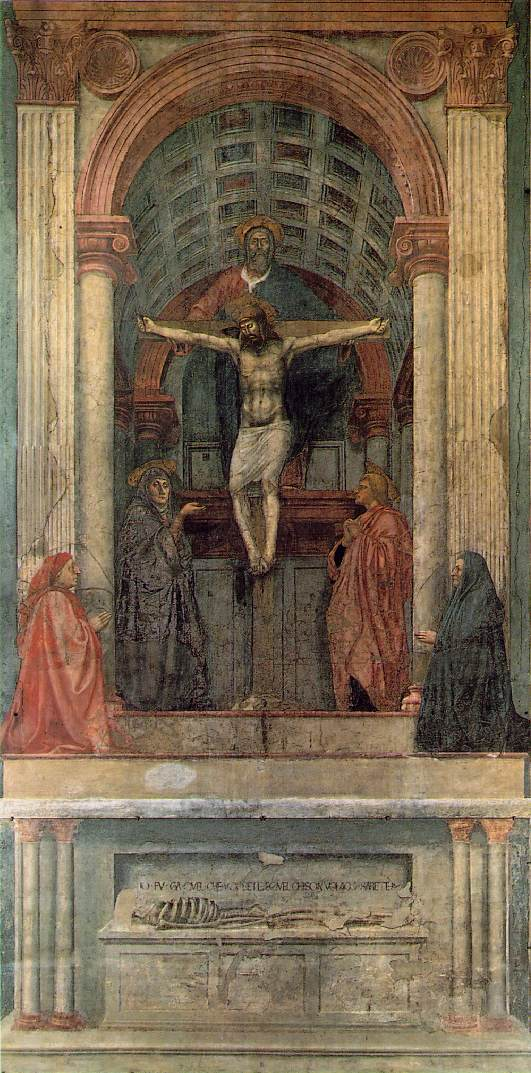
Trójca Święta. Massaccio.

Człowiek po stworzeniu czuje się bardziej bezradny niż młode zwierząt. Próbuje dociec, kto go wydobył z ciemnego lochu ziemi i kim jest, że znalazł się w tak wspaniałym miejscu. Rozum podpowiada, że prochem, Wola – że królem stworzenia. Rozum ostrzega Człowieka przed wężem i bazyliszkiem, mówi mu też, że zostanie królem, dopiero gdy poślubi Łaskę. Wyjaśnia, że został wzięty z ziemi, by wiedział, że do ziemi może na powrót wrócić, jeśli sprzeniewierzy się Prawu. Człowiek nie chce słuchać Rozumu. Zwraca się do Woli, Ta ukazuje mu jego piękno w lustrze, darze Wody. Ciemność próbuje je zatruć, widzi w nim jednak zapowiedź swej przyszłej klęski. Kiedy Ogień wręcza Człowiekowi szpadę, krzyż na rękojeści znowu powstrzymuje Ciemność. W darze Powietrza kapeluszu z piór Ciemność dostrzega pióra Gołębicy-Ducha Świętego, któremu nie potrafi się przeciwstawić. Wśród kwiatów – daru Ziemi – znajduje się biała lilia, Niepokalana Dziewica, która wyda na świat pogromcę Ciemności.
Książę Ciemności radzi swej towarzyszce, by zatruła jabłko z drzewa, w którego cieniu stoją. Ciemność w postaci pięknej wieśniaczki, przedstawia się jako poszukiwaczka wiedzy o świecie i ofiaruje Człowiekowi zatrute jabłko, zapewnia, że dzięki wiedzy zamkniętej w jabłku, zdobędzie na trwałe przymiot królewskości i tak zemści się na królu Ojcu, który więził go w lochu ziemi. Rozum ostrzegający go przed tym darem wraz z Wolą zostaje strącony w przepaść. Następuje trzęsienie ziemi. Świat ogarnia Ciemność. Wolna Wola opuszcza Człowieka. Żywioły stają mu się wrogie. Pozbawiony jasności zmysłów, Człowiek zapada w sen. Moc decyduje się, pozostawić Człowieka w mocy Ciemności, Mądrość chce jednak podjąć o niego walkę.
Człowiek budzi się kajdanach. Zdaje sobie sprawę co utracił. Przyzywa Rozum i poddaje jego władzy Wolę. Rozum i Wola nie są jednak w stanie rozerwać jego kajdan. Ciemność szydzi z ich zabiegów i zapewnia Człowieka, że poprzedni jego stan był tylko snem. Dziwna niebiańska muzyka zapewniająca Człowiekowi pokój, skłania ją do udania się do Księcia Ciemności. Tymczasem pojawia się pielgrzym-Mądrość. Człowiek prosi go o pomoc w swej niedoli, a on zdejmuje z niego kajdany. Człowiek z Wolą i Rozumem uciekają przed Ciemnością, a pielgrzym sam się zakuwa w kajdany. Za radą Księcia Ciemności, Ciemność uderza więźnia gałęzią, by zadać mu śmierć. Następuje trzęsienie ziemi, Ciemność-śmierć pada martwa, a obok niej Książę-grzech. Odkupiony Człowiek zostanie obmyty z pierworodnej winy otrzymaną od Wody wodą chrztu, a by go umocnić na drodze życia Ziemia ofiaruje mu z winnych gron i kłosów pszenicy wino i chleb, które staną się Ciałem i Krwią Pańską. Moc napomina Człowieka, by tak wielkimi darami odkupiony, tak wielką miłością ogarnięty, pamiętał, że śni, póki żyje, bo życie snem jest.

## Analiza
Życie jest snem należy do autosów, w których Calderón próbuje przedstawić zarys duchowych dziejów ludzkości od stworzenia świata przez grzech pierworodny, aż po odkupienie. Zygmunt z wcześniejszego utworu pod tym samym tytułem był wprawdzie postacią symboliczną, ale obdarzoną konkretnymi rysami. Bohater autosuː Człowiek przedstawia ludzkość, jednocześnie pierwszego i każdego człowieka. Na kanwie tej postaci autor snuje rozważania nad sensem ludzkiego życiaː Nic nie wiem ponad to, że czym jestem, czym będę i czym byłem, nie wiem. Walka czterech żywiołów o panowanie nad światem, walka Ciemności przeciw Światłu o duszę Człowieka, wreszcie walka Człowieka z samym sobą o panowanie nad swoimi władzamiː Rozumem i Wolą zostają wpisane w dramat stworzenia człowieka, powołanego by panować nad wszelkim stworzeniem, dramat jego upadku, niewoli i odkupienia.
Uczeni różnią się w ocenie zależności utworu od pierwowzoru pod tym samym tytułem. Część badaczy przyjmuje istnienie daleko idącej zależności próbując uzgadniać postaci obydwu dramatówː w Człowieku widzą Zygmunta, w Woli – Klaryna, w Rozumie – Klotalda. Inni przyjmują tylko ogólną zbieżność tematu – idei, że życie jest snem. Calderón niewątpliwie konstruuje ramy losu swego głównego bohatera na wzór losów Zygmunta. Człowiek znajdujący się pierwotnie jak Zygmunt w więzieniu, zostaje przeniesiony do pałacu – Raju, tam dowiaduje się o swej królewskiej godności. Ciemność apeluje do jego poczucia krzywdy, niezrozumiałego uwięzienia w głębinach ziemi. Człowiek strąca Rozum ze skały, jak Zygmunt wyrzuca przez okno pouczającego go sługę. Kiedy budzi się w kajdanach jest łudzony przez swego rozmówcę (Ciemność / Klotalda), że to co przeżył było tylko snem.